# شهرداری تقیبولی

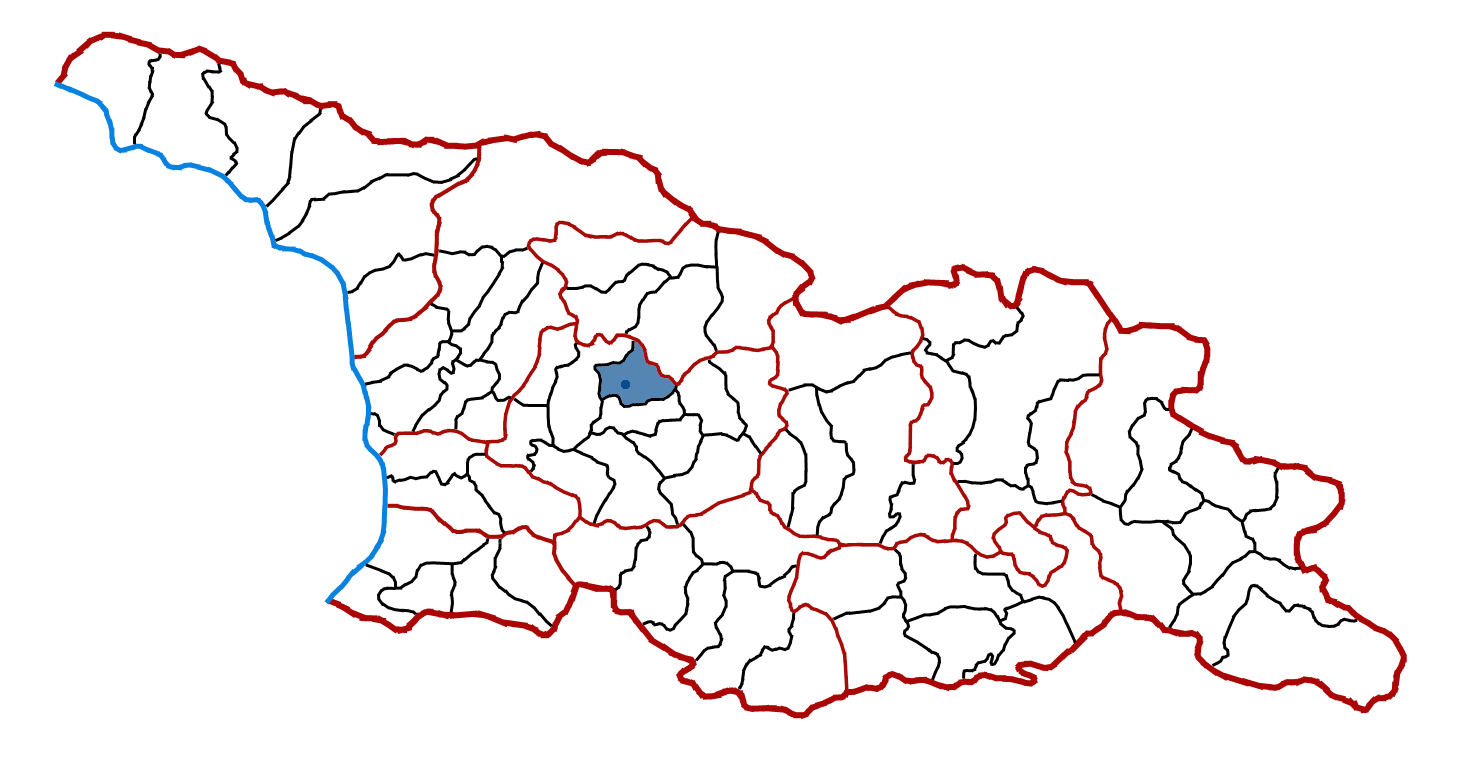
شهرداری تقیبولی

شهرداری تقیبولی (گرجی: ტყიბულის მუნიციპალიტეტი) یکی از شهرداری‌های گرجستان در استان ایمرتی است. مرکز اداری آن تقیبولی است. این ناحیه از گرجستان با نام تاریخی اوکریبا هم شناخته می‌شود.
جمعیت: ۲۰۸۳۹ (سرشماری سال ۲۰۱۴)
مساحت: ۴۷۹ کیلومتر مربع